# U Trianguli
U Trianguli är en pulserande variabel av RR Lyrae-typ (RRAB) i stjärnbilden Triangeln. 

Stjärnan varierar mellan visuell magnitud +11,88 och 13,2 med en period av 0,4472460 dygn eller 10,73390 timmar. RR Lyrae-stjärnornas period varierar mellan 0,2 och 1,2 dygn med ett medianvärde på 0,5 dygn. U Trianguli ligger alltså en bit under medianvärdet.